# 1991年飓风格雷斯
颶風格雷斯（英語：Hurricane Grace）是一個持續時間較短的二級颶風，它促成了強大的1991年完美风暴。格雷斯於10月26日形成時屬亞熱帶氣旋，意味著它本質上部分屬熱帶氣旋，部分屬溫帶氣旋。10月27日，它成為熱帶氣旋，最終達到每小時165公里的最高風速。風暴在百慕大以南經過時產生輕微的影響。一個位於風暴北面、正在發展中的溫帶氣旋使格雷斯轉向東方移動；颶風最終被一個更大的低壓系統的大型環流吸收。後者從颶風格雷斯殘餘的暖空氣和西北方向的冷空氣之間的溫度反差中汲取能量，這場風暴發展成一個大規模的強大風暴，形成極高的巨浪，造成美國東岸沿海的嚴重破壞。

## 氣象歷史
格雷斯的起源可以追溯到10月23日在百慕大以南部形成的中層低氣壓區。附近船隻的報告顯示該低氣壓在10月25日已成為地表天氣。風暴系統最初包含亞熱帶特徵，環流中心數天沒有深層對流。該系統於10月26日被認定為亞熱帶風暴。百慕大附近的一個雲層的對流性越來越強，並逐漸混入亞熱帶風暴不斷發展和擴大的環流中。中心附近的雷暴活動持續存在，並於10月27日，風暴達到了熱帶風暴標準，被命名為格雷斯（Grace）。
格雷斯繼續組織和增強；根據衛星強度估計和偵察報告，風暴升級為一級颶風，是萨菲尔-辛普森飓风等级的最低級別。格雷斯達到最高強度，風速為每小時165公里，最低中心氣壓為980毫巴（百帕；28.94英寸汞柱），成為二級颶風。然而在實際操作中，其最高強度被認定為每小時120公里，這將使其在最高強度時僅僅成為一級颶風。颶風大致向西北方向移動，直至10月28日，當一個溫帶氣旋沿著新英格蘭海岸的冷锋形成。該風暴迅速增強並影響格雷斯的轉向氣流，將颶風大幅度轉向東移動。在同一時間，與颶風格雷斯相關的風眼特徵在衛星圖像上變得明顯，不過風暴中心周圍缺乏強烈的對流活動。格雷斯繼續向東加速移動，並於10月29日達到二級颶風的最高強度。然而，風暴的快速前進也導致環流不對稱。風暴中心在百慕大以南約80公里經過，但並沒有對該島構成明顯影響。
颶風格雷斯在當天晩上轉向東北，一道快速接近的冷鋒破壞了風暴的低層中心。該系統被冷鋒取代，隨後失去了熱帶系統的標準。它沿冷鋒向北移動，並與風暴北面的一個大型氣旋合併。因為它被10月30日經過的溫帶風暴完全吸收，格雷斯的殘留在第二天變得完全無法分辨。由於來自西北的冷空氣與颶風格雷斯殘留暖濕氣流形成的較大溫差影響，東北風暴顯著增強。該低氣壓系統繼續增強並向東南方漂移，之後又轉向西南方並朝美國進發。氣旋在新斯科舍省哈利法克斯以南約630公里達到最高強度，風速高達每小時120公里。這場風暴被稱為1991年完美风暴，或通稱為“完美風暴”。

## 防災措施和影響

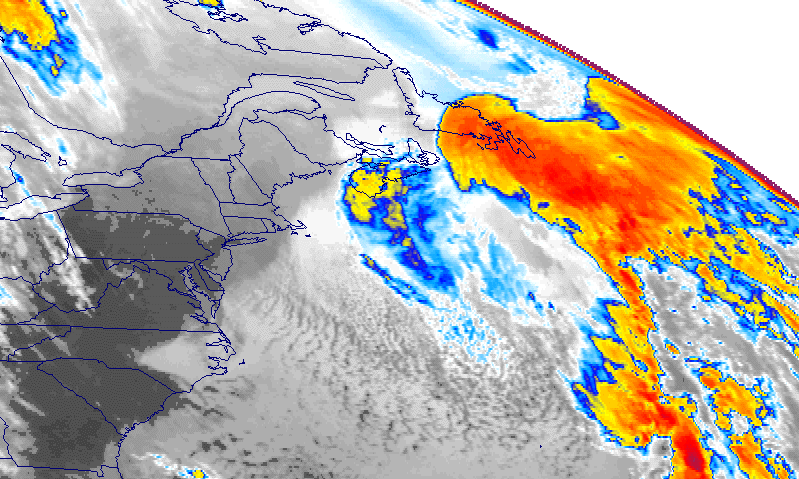
颶風格雷斯（右下）被東北風暴（中）吸收

在颶風格雷斯靠近前，百慕大在10月27日收到了熱帶風暴警告。第二天，風暴最接近該島前10小時，熱帶風暴警告升級為颶風警告。10月29日，颶風警告被降為熱帶風暴警告，其後不久修改為烈風警告。這個島嶼經歷了與風暴相關的一連串狂風天氣。降水最高達82毫米。然而，沒有造成重大損失的報道。一艘從百慕大往紐約的遊艇在弗吉尼亚州海岸遇到強風和7.6米的海浪；船上9名乘客由海岸警衛隊的直升機救出。
因為格雷斯的規模龐大，它在美國東岸產生大的海浪；結合異常高的潮水，這些海浪達到至少4.6米。儘管有輕微的海灘侵蝕，並沒有發生實質的財產損失，不過北卡羅萊納州的卡羅萊納海灘流失了約0.30米厚的沙。
儘管颶風格雷斯只帶來輕微影響，其殘留之後形成的東北風暴為廣泛的沿岸地區和公海造成損害，帶來強風。新英格蘭有報道出現了颶風風力的陣風。風暴虐肆了海洋數天；海上浮標記錄了高度為31米的海浪。中大西洋和東北部廣泛的沿海地區發生洪災，其影響北至紐芬蘭島，南至牙買加。東北風暴最終轉變成另一場颶風並在新斯科舍省登陸。一艘載有6名船員的“安德烈·蓋爾號”的船在風暴期間失蹤。安德烈·蓋爾的故事啟發了，並將這一事件改編成了1997年的小說《完美風暴》，並於2000年改編為同名電影。

## 外部連結
- 對颶風格雷斯的初步報告（页面存档备份，存于）
- 百慕達颶風列表（页面存档备份，存于）

| A | 2 | B | 4 | 5 | C | D | E | F | 10 | G | No |

| 萨菲尔-辛普森飓风风力等级 |    |    |    |    |    |    |
| TD                        | TS | C1 | C2 | C3 | C4 | C5 |